# Тортотичи
Тортотичи (итал. Tortorici) је насеље у Италији у округу Месина, региону Сицилија.
Према процени из 2011. у насељу је живело 3306 становника. Насеље се налази на надморској висини од 475 м.

## Становништво
Према резултатима пописа становништва 2011. у општини је живело 6.732 становника.
| 1931.  | 1936.  | 1951.  | 1961.  | 1971.  | 1981.  | 1991. | 2001. | 2011. |
| ------ | ------ | ------ | ------ | ------ | ------ | ----- | ----- | ----- |
| 12.380 | 11.398 | 10.871 | 11.112 | 10.512 | 10.194 | 8.484 | 7.535 | 6.732 |